# Cantón de Neuilly-l'Évêque
El cantón de Neuilly-l'Évêque era una división administrativa francesa, que estaba situada en el departamento de Alto Marne y la región de Champaña-Ardenas.

## Composición
El cantón estaba formado por dieciséis comunas:
- Andilly-en-Bassigny
- Bannes
- Beauchemin
- Bonnecourt
- Celsoy
- Changey
- Charmes
- Chatenay-Vaudin
- Dampierre
- Frécourt
- Lecey
- Neuilly-l'Évêque
- Orbigny-au-Mont
- Orbigny-au-Val
- Poiseul
- Rolampont

## Supresión del cantón de Neuilly-l'Évêque
En aplicación del Decreto n.º 2014-163 de 17 de febrero de 2014, el cantón de Neuilly-l'Évêque fue suprimido el 22 de marzo de 2015 y sus 16 comunas pasaron a formar parte; once del nuevo cantón de Nogent, tres del nuevo cantón de Langres, una del nuevo cantón de Chalindrey y una del nuevo cantón de Bourbonne-les-Bains.